# American dreamer
American Dreamer és una pel·lícula de comèdia negra nord-americana del 2022 dirigida per Paul Dektor i escrita per Theodore Melfi. Basat en un segment del programa de ràdio This American Life, és protagonitzat per Peter Dinklage com un professor que intenta comprar la finca d'una vídua solitaria interpretada per Shirley MacLaine. Kim Quinn, Danny Pudi, Danny Glover i Matt Dillon també participen al film.
La pel·lícula es va estrenar al Festival de Cinema de Tribeca l'11 de juny de 2022. Es va estrenar als Estats Units el 8 de març de 2024. S'ha subtitulat al català.

## Repartiment
- Peter Dinklage com a Dr. Phil Loder
- Shirley MacLaine com a Astrid, la viuda
- Kim Quinn com a Maggie
- Danny Pudi com a Craig
- Matt Dillon com a Dell
- Danny Glover com a Jerry
- Michelle Mylett com a Clare
- Peter Kelamis com a Burt

## Producció
La pel·lícula independent d'American Dreamer es va anunciar per primera vegada el 2 de febrer de 2021, amb Peter Dinklage, Shirley MacLaine i Kimberly Quinn com a protagonistes. Al març, Danny Glover, Matt Dillon, Danny Pudi i Michelle Mylett es van unir al repartiment; la producció va començar el 15 de març a Vancouver i s'havia de concloure el 16 d'abril de 2021. El rodatge també va tenir lloc a Victòria, Colúmbia Britànica, on parts parcials dels edificis del Parlament de la Columbia Britànica es van convertir en "Brockton University", ja que la pel·lícula està ambientada a Massachusetts.